# 印度陸龜
印度陸龜（學名：Indotestudo travancorica），亦稱查文科陸龜，是印支陸龜屬下的一種龜。分佈于印度西高止山脈一帶。